# Villa
Villa je latinský výraz, kterým bývá ve středověkých písemných pramenech označeno buď město, v některých oblastech i vesnická sídliště.
Města jsou jako villa označována hlavně ve Francii nebo v německých oblastech. Ve střední Evropě (a tedy i v českých pramenech) se jako villa zpravidla označují venkovská sídliště, ve 13. století zřídka i města. Často se pojem villa vyskytuje ve spojení villa forensis.
Co si pod pojmem villa představit se  v rámci historického bádání setkává s určitými těžkostmi. Zpravidla se tento pojem sice překládá jako vesnice, ale jednalo se spíše o označení celého území sídliště (které navíc mohlo mít různé a neustálené formy) i s jeho polnostmi, komunikacemi, lesy a loukami.
O podobě raně středověké villy 11. a 12. století probíhají živé diskuze, protože se ukazuje, že její podoba mohla být značně různorodá. Často se jednalo o sídliště disperzního typu, které se skládalo z více značně nezávislých hospodářství, která se navíc mohla v rámci villy stěhovat, respektive se od mateřského sídliště odštěpovat nebo být pohlcována. Proto se předmětem historického výzkumu stala i etymologická stránka problematiky. V písemných pramenech může jedna villa nést více názvů (části villy mají vlastní pomístní název), nebo se pod jedním názvem objevují dvě sídliště blízko sebe položená (pravděpodobně se jedná o mateřské sídliště a potom mladší, které se od původního odštěpilo) nebo jedna villa pohltí další a z pramenů zmizí jméno jedné z nich, respektive spojené sídliště přijme úplně nové označení.